# 香港秋季電子產品展
香港秋季電子產品展，由香港贸易发展局主办，是每年一度於10月舉行的展覽，為世界上最大型的電子產品展覽。
2012年10月13日至16日舉行的第32屆香港秋季電子產品展共吸引了28個國家或者地區的企業參與展覽，包括首度參與展覽的立陶宛企業。